# 佐野漁港

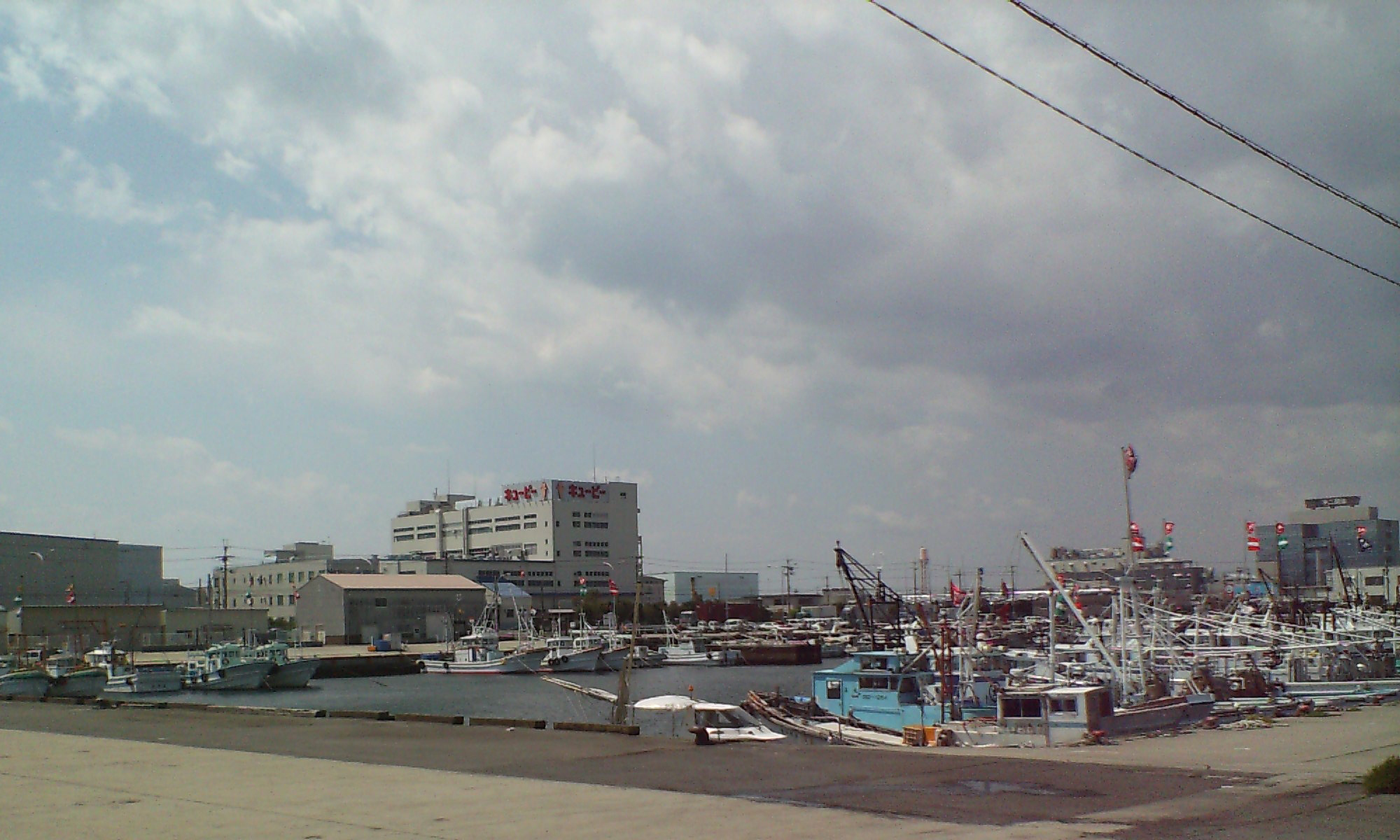
佐野漁港

佐野漁港（さのぎょこう）は、大阪府泉佐野市にある港で漁港漁場整備法（昭和25年5月2日法律第137号）第1章第5条に規定する第2種漁港である。

## 概要
- 所在地 - 大阪府泉佐野市新町・新浜町
- 管理者 - 大阪府
- 漁業協同組合 - 泉佐野・北中通
- 漁港番号 - 3120040

## 沿革
対馬や五島列島まで大船団を繰り出す佐野網の拠点であった佐野浦（新町・泉佐野漁協）と、北に隣接する中庄村の湊浦（新浜町・北中通漁協）から成る。
- 1951年（昭和26年）10月17日 - 第2種漁港に指定

## 主な魚種
- イワシ
- カレイ
- アナゴ
- スズキ
- タコ

## 主な漁業
- 船びき網漁業
- 底びき網漁業
- 刺網漁業
- たこつぼ漁業

## 周辺
- りんくうタウン
- 泉佐野食品コンビナート

泉佐野フィッシャーマンズワールド
- 泉佐野漁協青空市場（佐野漁港で獲れた新鮮な魚介類を販売。2階の飲食店では海鮮バーベキューなどが楽しめる）
- いずみさの関空マリーナ
- ミニボートピアりんくう（2012年12月15日開業）